# Острувек (Красноставський повіт)
Острувек (пол. Ostrówek) — село в Польщі, у гміні Ізбиця Красноставського повіту Люблінського воєводства.
Населення — 77 осіб (2011).
У 1975-1998 роках село належало до Замойського воєводства.

## Демографія
Демографічна структура станом на 31 березня 2011 року:
|          | Загалом | Допрацездатний вік | Працездатний вік | Постпрацездатний вік |
| -------- | ------- | ------------------ | ---------------- | -------------------- |
| Чоловіки | 34      | 1                  | 25               | 8                    |
| Жінки    | 43      | 7                  | 16               | 20                   |
| Разом    | 77      | 8                  | 41               | 28                   |